# Sint-Bertinuskerk (Poperinge)
De Sint-Bertinuskerk is de oudste kerk van Poperinge. Ze werd in 1147 in romaanse stijl gebouwd, ter vervanging van een kapel die aan de Heilige Katharina was toegewijd.
De kerk raakte tweemaal beschadigd in de 15e eeuw: in 1419 door een brand en in 1436 door Engelsen in hun strijd met de Bourgondische hertog Filips de Goede. Men besloot toen de kerk als hallenkerk in gotische stijl te herbouwen.
De kerk zou een hoge, monumentale toren krijgen (te zien aan de massieve onderbouw) maar de bouw werd na de derde verdieping gestaakt. Eerst in de 18e eeuw werd de toren afgewerkt en de klokken opgehangen.
De preekstoel, uit 1710, is afkomstig uit het Dominicanenklooster van Brugge. Hij wordt beschouwd als een van de mooiste in België. De kerkfabriek kocht de preekstoel in het begin van de 19e eeuw van een Brugs timmerman. Tijdens de Eerste Wereldoorlog kreeg hij in Parijs een veilig onderkomen. Het doksaal in laatrenaissancestijl en de gebrandschilderde ramen zijn van hoog artistiek niveau.
Zoals zovele kerkgebouwen kreeg de Sint-Bertinuskerk te maken met de Beeldenstorm. Het beeldhouwwerk in de portalen en het meubilair werden zwaar beschadigd.

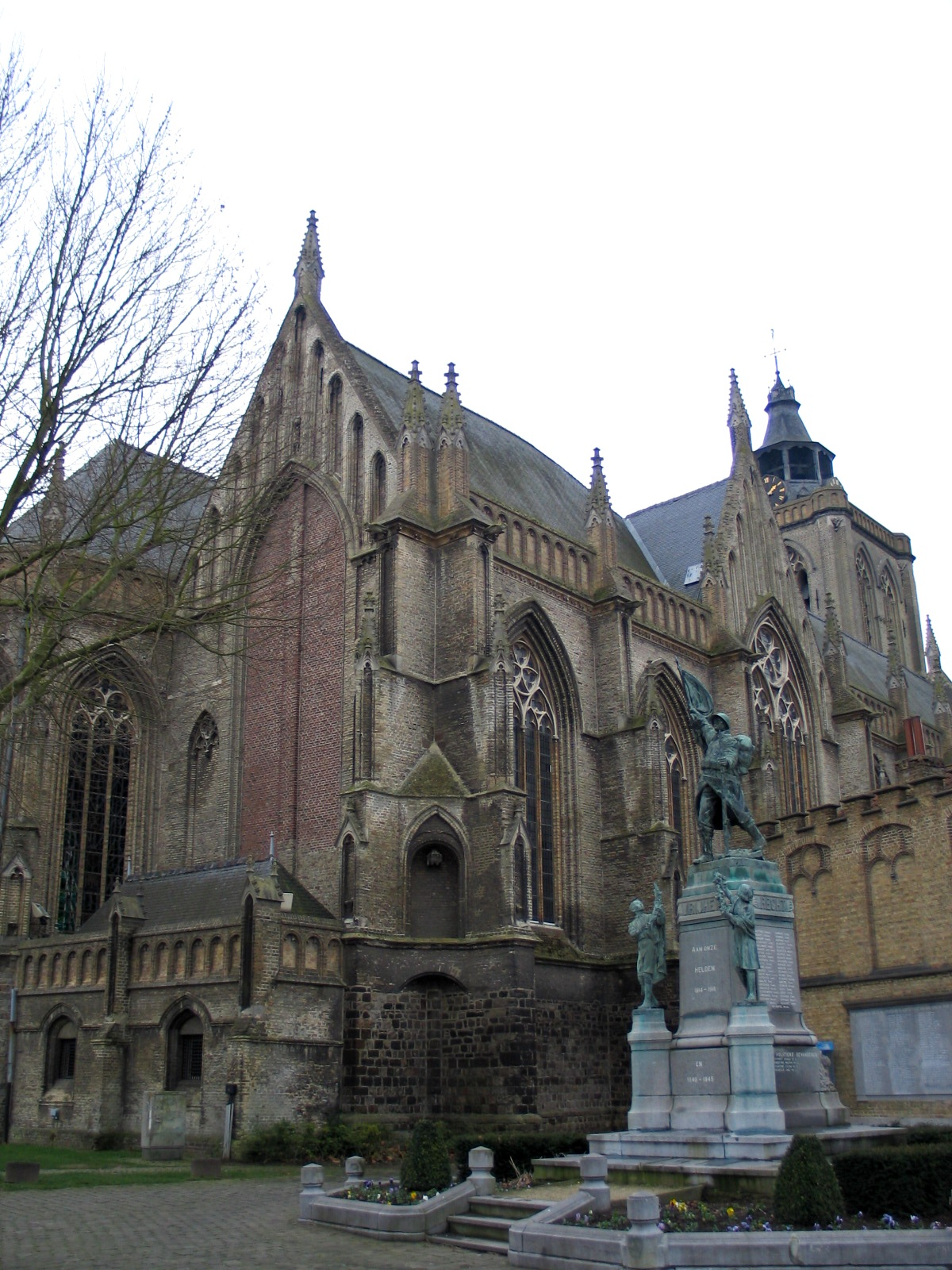
Sint-Bertinuskerk (17 jan 2005)

Restauratiewerkzaamheden tijdens de tweede helft van de 19e eeuw kregen later zware kritiek. Zowel tijdens de Eerste als Tweede Wereldoorlog werd de kerk beschadigd; herstellingen gebeurden in 1970.
De kerk toont een opvallend homogeen uitzicht ondanks de oudere elementen in de onderbouw van de noordgevel en is een mooi voorbeeld van de baksteengotiek in de Belgische kuststreek. In het portaal worden aanplakbrieven met rouwberichten opgehangen: dit gebruik bestaat in België op nog maar een paar plaatsen.
Vlak bij de kerk ligt het Vroonhof, de vroegere residentie van de proost die de abt van de Sint-Bertinusabdij in Sint-Omaars vertegenwoordigde.

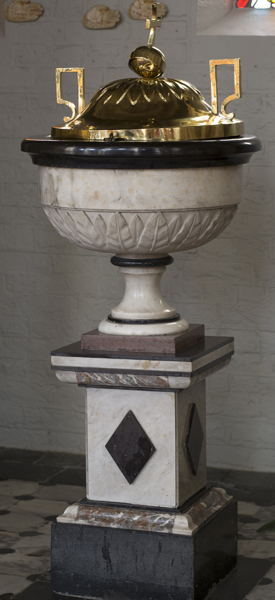
Doopvont
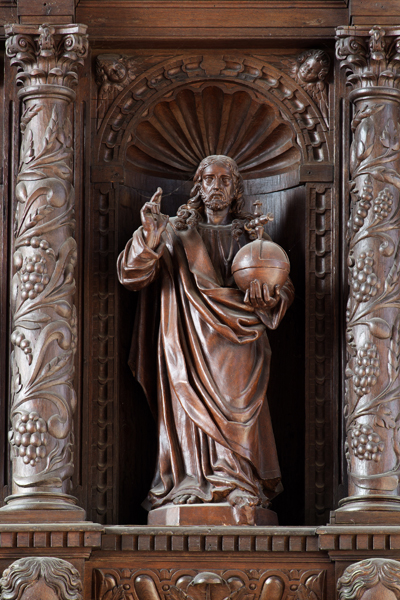
Christus Verlosser
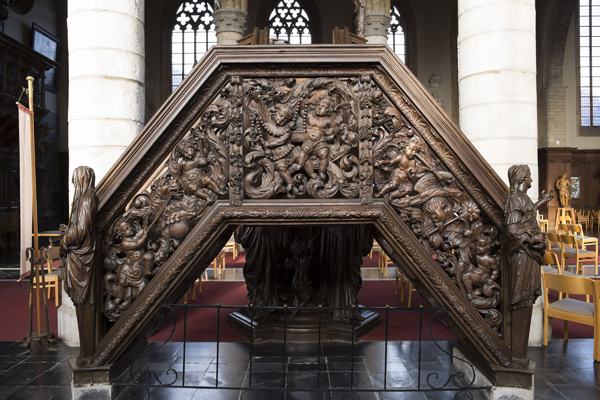
Preekstoel
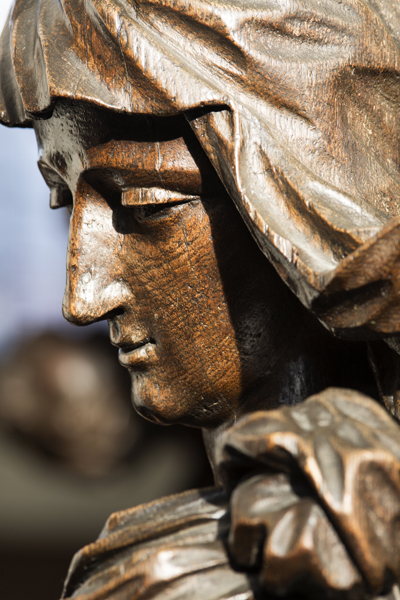
Preekstoel (detail)